# Castrojeriz
Castrojeriz település Spanyolországban, Burgos tartományban. Castrojeriz Villaquirán de la Puebla, Los Balbases, Vallejera, Villamedianilla, Revilla Vallejera, Palenzuela, Cordovilla la Real, Valbuena de Pisuerga, Astudillo, Pedrosa del Príncipe, Castrillo Mota de Judíos, Arenillas de Riopisuerga, Padilla de Abajo, Villasandino, Sasamón és Hontanas községekkel határos. Lakosainak száma 778 fő (2024).

## Népesség
A település népessége az utóbbi években az alábbiak szerint változott:
| Lakosok száma | 989  | 954  | 910  | 891  | 873  | 853  | 819  | 796  | 758  | 778  |
|               | 2001 | 2004 | 2006 | 2009 | 2011 | 2014 | 2016 | 2019 | 2021 | 2024 |